# Józef Słupina
Józef Słupina (ur. 4 marca 1880 w Królewskiej Hucie, zm. 30 sierpnia 1940 w KL Auschwitz) – Sługa Boży Kościoła katolickiego, polski prezbiter katolicki ze Zgromadzenia Księży Misjonarzy, rekolekcjonista i kapelan.

## Życiorys
Urodził się w Królewskiej Hucie (obecnym Chorzowie) na Górnym Śląsku jako syn Jana z zawodu górnika i Dominiki z domu Stoppa. 7 marca 1880 przyjął chrzest św. w parafii św. Barbary, tam również otrzymali chrzest i z tej parafii wywodzili się duchowni August Froehlich i Jan Świerc - dwaj inni męczennicy czasów nazizmu
.
W 1898 wstąpił do Zgromadzenia Księży Misjonarzy Świętego Wincentego à Paulo. 21 stycznia 1906 przyjął święcenia kapłańskie z rąk biskupa pomocniczego krakowskiego Anatola Wincentego Nowaka. W latach 1913–1914 był pełnił posługę we Lwowie, będąc także kapelanem więziennym. Przez dłuższy czas swojego duszpasterstwa mieszkał na Kleparzu, będąc tam w latach dwudziestych rektorem kościoła pw. św. Wincentego a Paulo, a także kapelanem więziennym i szpitalnym w Krakowie. Był również kapelanem u Szarytek w Przeworsku.
Przez cały okres kapłaństwa jako misjonarz ludowy głosił rekolekcje w Galicji, a po odzyskaniu przez Polskę niepodległości w całym kraju. Pracę duszpasterską wypełniał jako dyrektor Stowarzyszenia Dzieci Maryi w Krakowie.

### Pobyt w KL Auschwitz i męczeńska śmierć
Po wybuchu II wojny światowej niemiecki okupant w ramach walki z polską inteligencją rozpoczyna szykany i prześladowanie polskich duchownych, w tym księży lazarystów. 15 lipca 1940 ks. Józef Słupina razem z grupą innych współbraci z krakowskiego klasztoru zostaje aresztowany przez gestapo i uwięziony na Montelupich, gdzie był przesłuchiwany i torturowany. Następnie 30 sierpnia trafił do niemieckiego obozu koncentracyjnego KL Auschwitz i tego samego dnia zostaje bestialsko zamordowany przez ss-mana z powodu swojej sutanny i trzymania w ręku różańca św.

## Proces beatyfikacyjny
Jest jednym z 122 Sług Bożych wobec których 17 września 2003 rozpoczął się proces beatyfikacyjny drugiej grupy polskich męczenników z okresu II wojny światowej. 24 maja 2011 w Pelplinie zakończył się etap diecezjalny, a wszystkie dokumenty przesłano do Kongregacji Spraw Kanonizacyjnych w Rzymie.